# 애나 오티즈
애나 오티즈(Ana Ortiz, 1971년 1월 25일 ~ )는 미국의 배우이다.

## 출연 작품

### 영화
- 캐롤라이나 (2003)
- 배트맨: 고담 나이트 (2008) - 목소리
- 레이버 페인스 (2009)
- 빅 마마 하우스 3: 라이크 파더, 라이크 선 (2011)
- 주먹왕 랄프 2: 인터넷 속으로 (2018) - 발레 맘 역 (목소리)

### 텔레비전
- 러브, 빅터 (2020-22)